# Dravinja
La Dravinja est le principal affluent de la rivière Drave. Située en Slovénie, elle prend sa source dans le massif montagneux du Pohorje et plus précisément au sud-ouest du Mont Rogla à environ 1 200 mètres d'altitude.

## Géographie
La rivière, qui est longue de 70 km, traverse les localités de Zreče, Slovenske Konjice, Poljčane, Makole, et Majšperk avant de se jeter dans la rivière Drave. 

## Affluents
Son principal affluent est la rivière Polskava.

## Aménagements et écologie
La rivière est protégée au sein d'une zone naturelle Natura 2000.